# Riccius (cràter)
Riccius és un cràter d'impacte que es troba a la part escarpada del sud-est de la cara visible de la Lluna. És a menys d'un diàmetre de distància al sud-est del cràter Rabbi Levi. A l'est-nord-est es troba Stiborius i al sud apareix Nicolai.

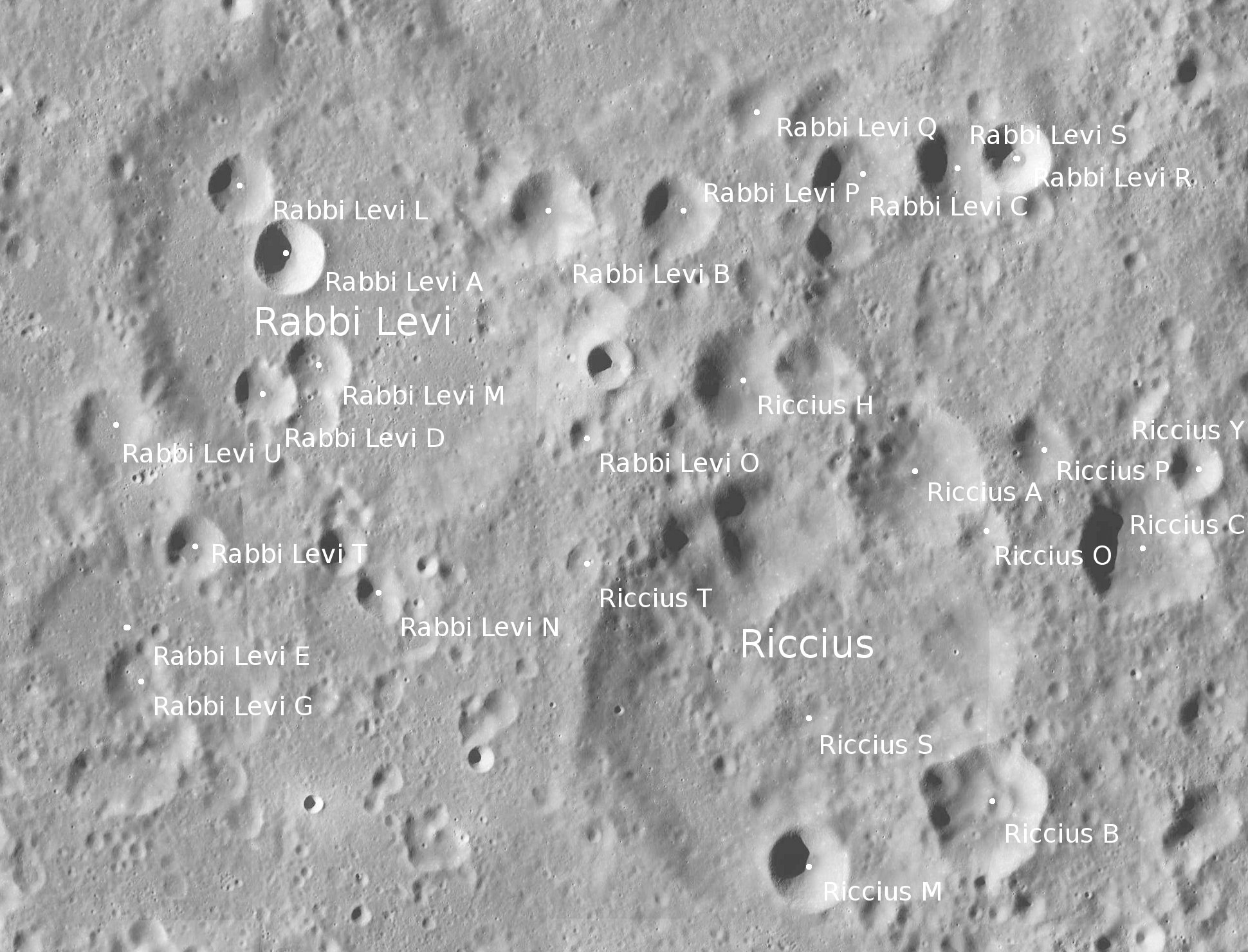
Localització de Riccius (inferior dreta de la imatge)
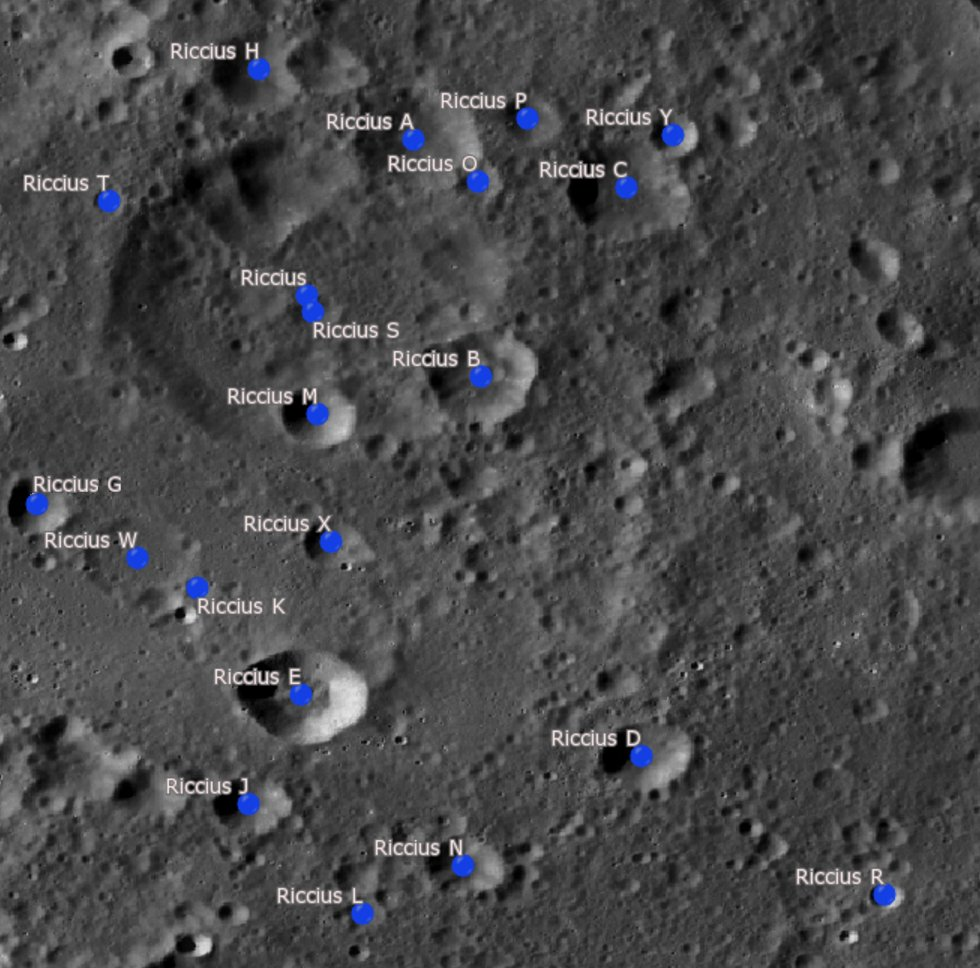
Cràters satèl·lit
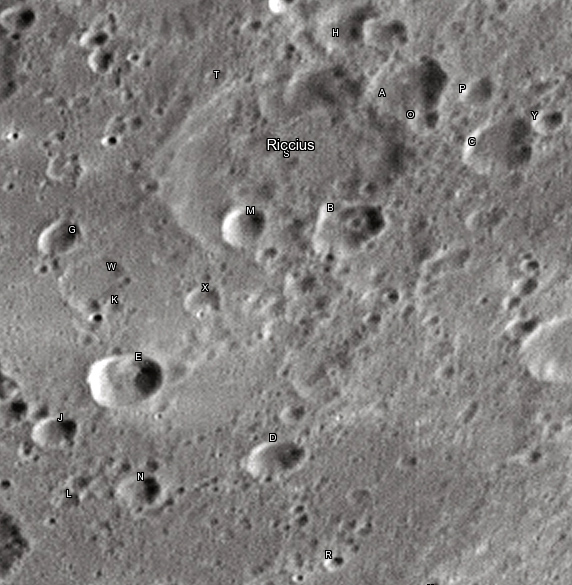
Vista oblíqua de Riccius

Aquesta formació ha estat tan fortament bombardejada per impactes posteriors que és gairebé irreconeixible com un cràter. Solament queden intactes les parts occidental i sud-oest de la vora, havent estat la resta completament destruïda per petits cràters. Aquests cràters també ocupen parts del sòl nord i sud, amb tan sols una secció al nord-est propera a la vora occidental que roman sense marques. Aquesta és potser la formació de cràters més desfigurada de la Lluna que posseeix un epònim.

## Cràters satèl·lit
Per convenció aquests elements són identificats en els mapes lunars posant la lletra en el costat del punt central del cràter que està més proper a Riccius.
| Riccius | Coordenades                          | Diàmetre |
| ------- | ------------------------------------ | -------- |
| A       | 35° 54′ S, 27° 24′ E / 35.9°S,27.4°E | 24 km    |
| B       | 37° 30′ S, 27° 48′ E / 37.5°S,27.8°E | 19 ;km   |
| C       | 36° 12′ S, 28° 48′ E / 36.2°S,28.8°E | 24 km    |
| D       | 40° 18′ S, 28° 54′ E / 40.3°S,28.9°E | 17 km    |
| E       | 39° 54′ S, 26° 24′ E / 39.9°S,26.4°E | 22 km    |
| G       | 38° 30′ S, 24° 24′ E / 38.5°S,24.4°E | 13 km    |
| H       | 35° 24′ S, 26° 06′ E / 35.4°S,26.1°E | 20 km    |
| J       | 40° 42′ S, 26° 00′ E / 40.7°S,26.0°E | 13 km    |
| K       | 39° 06′ S, 25° 42′ E / 39.1°S,25.7°E | 6 km     |
| L       | 41° 30′ S, 26° 48′ E / 41.5°S,26.8°E | 8 km     |
| M       | 37° 48′ S, 26° 24′ E / 37.8°S,26.4°E | 14 km    |
| N       | 41° 06′ S, 27° 36′ E / 41.1°S,27.6°E | 13 km    |
| O       | 36° 12′ S, 27° 48′ E / 36.2°S,27.8°E | 9 km     |
| P       | 35° 42′ S, 28° 06′ E / 35.7°S,28.1°E | 11 km    |
| R       | 41° 24′ S, 30° 42′ E / 41.4°S,30.7°E | 7 km     |
| S       | 37° 00′ S, 26° 30′ E / 37.0°S,26.5°E | 11 km    |
| T       | 36° 18′ S, 25° 00′ E / 36.3°S,25.0°E | 7 km     |
| W       | 38° 54′ S, 25° 12′ E / 38.9°S,25.2°E | 19 km    |
| X       | 38° 48′ S, 26° 42′ E / 38.8°S,26.7°E | 11 km    |
| Y       | 35° 48′ S, 29° 06′ E / 35.8°S,29.1°E | 10 km    |